# Ангулас

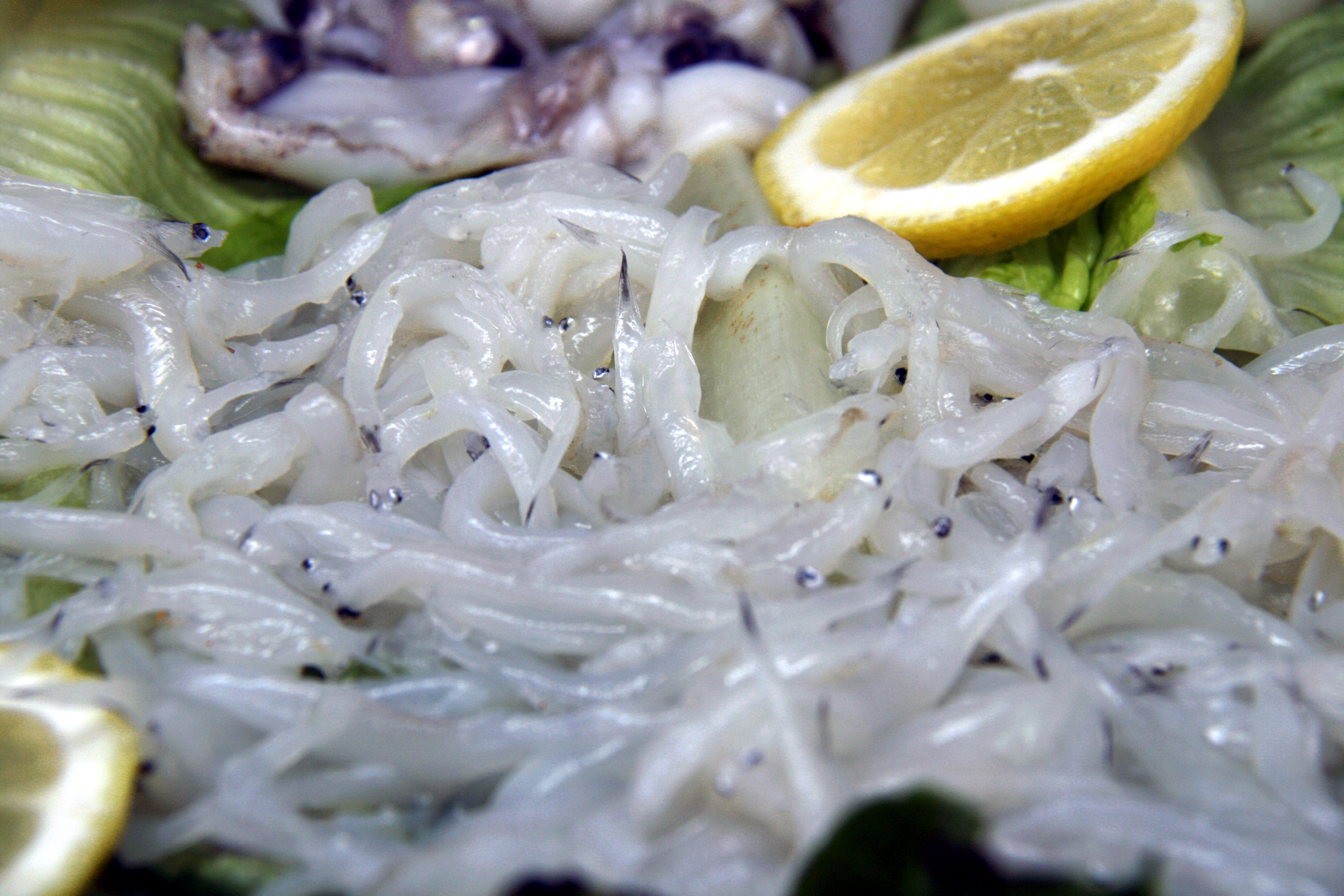
Ангулас в сыром виде

Ангу́лас (исп. angulas, баск. angula) — мальки речного угря (на илл.), а также деликатес из них, популярный в Испании, особенно в провинциях Бискайя и Гипускоа. Жаркое из мальков по традиционному рецепту (исп. angulas a la bilbaína) — принято употреблять в определённые праздники. Высокая цена мальков (до 1000 евро за кг) позволяет потребляющим блюдо продемонстрировать свой имущественный и социальный статус ().

## Промысел
Угри мечут икру в Саргассовом море на расстоянии около 5000 км от европейского побережья. Мальки переносятся к берегам Испании течением Гольфстрим; этот путь занимает до двух лет. Сезон промысла начинается в ноябре; лучшее время для ловли — холодной ночью в дождливую погоду во время сильного приливного течения и неспокойного моря. Мальков вылавливают с помощью сачков из мелкой сети, привлекая их внимание светом фонарей. Выловленную рыбу умерщвляют табаком, обваривают кипятком, после чего она становится тусклого молочного цвета.

## Экономика

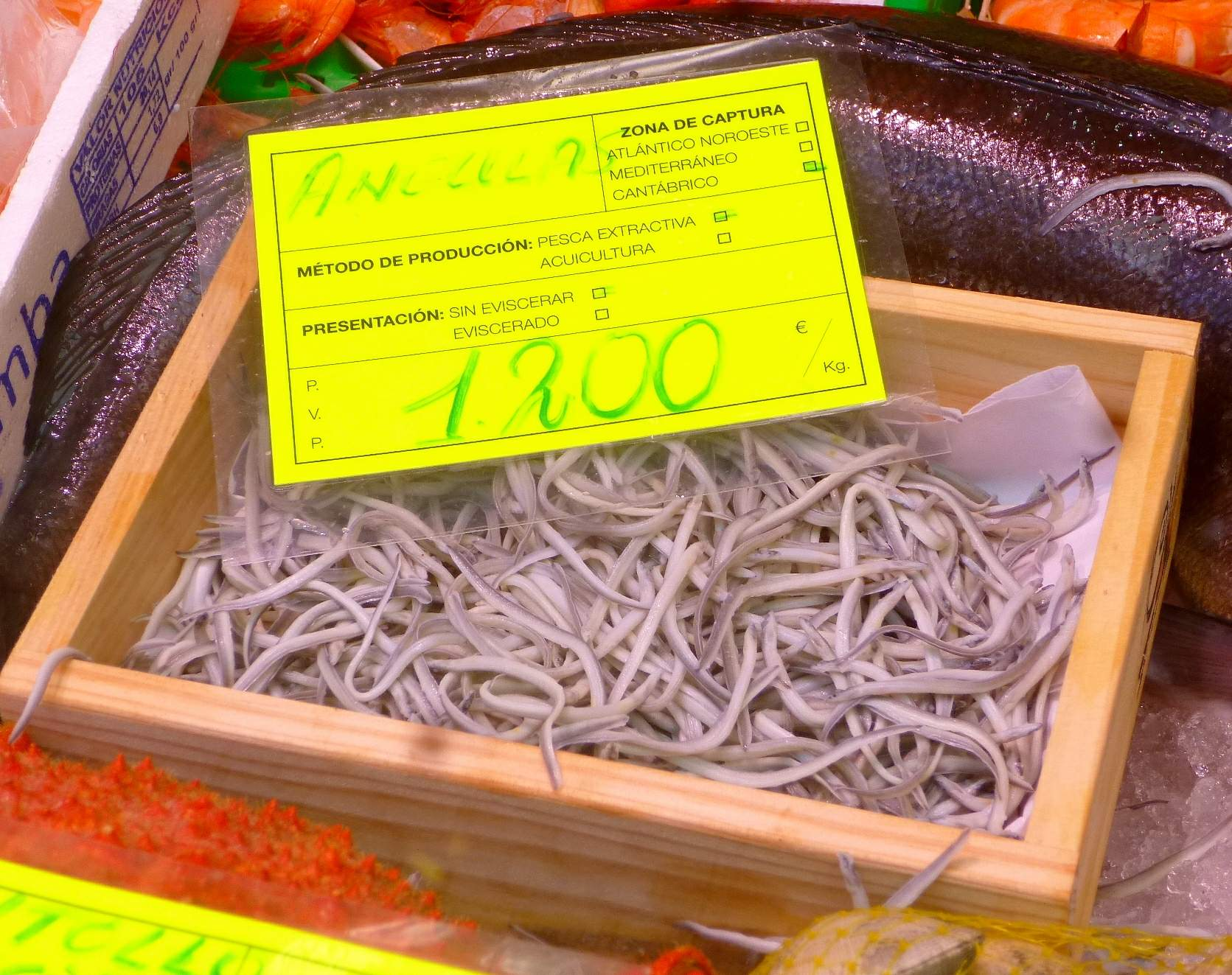
Мальки угря на рыбном рынке в Бильбао (2018); цена 1 200 евро за кг

В прошлом мальки угря не считались ценным продуктом и были традиционной пищей рабочих в северной Испании, поскольку уловы в сезон были велики. По мере снижения улова, ангулас стали одним из самых дорогих испанских деликатесов: килограмм сырых мальков стоит 1000 евро (на илл.). В 1991 году компания Angulas Aguinaga начала выпуск искусственных «мальков» из отходов переработки рыбы. Продукт получил название гу́лас (исп. gulas). По внешнему виду имитация ничем не отличается от оригинала (на илл. ниже), но на вкус больше отдаёт рыбой. Со временем гулас приобрёл большую популярность и продаётся в Испании повсеместно.

## Приготовление

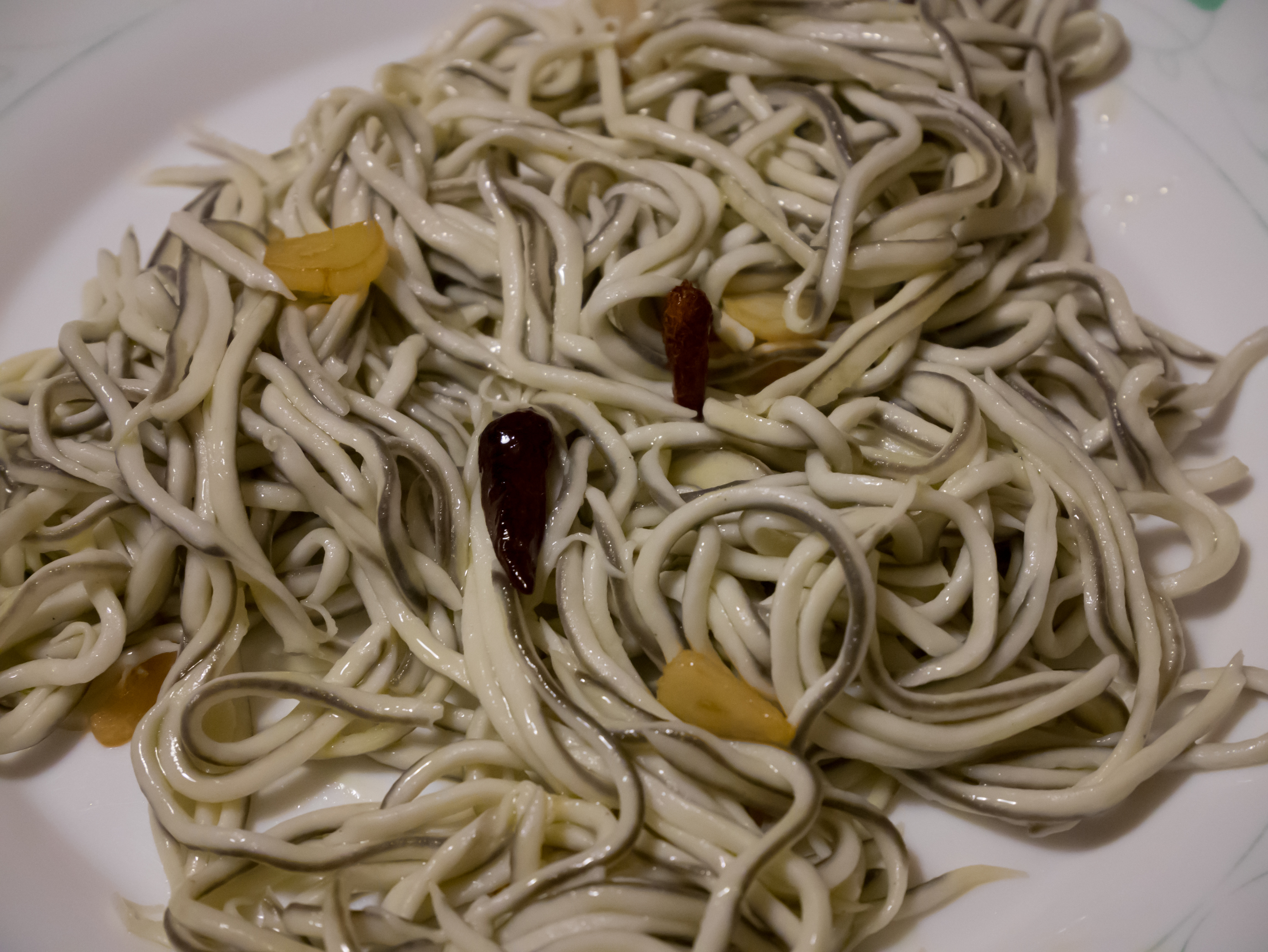
Искусственные мальки угря (gulas), приготовленные с чесноком и чили

По традиционному рецепту (исп. a la bilbaína) ангулас готовят в глиняной сковороде, добавляя к предварительно обжаренному в оливковом масле чесноку и перцу чили (на илл.).

## Социальная роль
В Стране басков принято есть мальков угря на Рождество, Новый год и День Святого Себастьяна. Наблюдатели отмечают, что ни вкусовые качества, ни питательная ценность мальков угря не выделяют их из прочих видов морепродуктов. Высокая же цена объясняется психологическими причинами: стремлением продемонстрировать свой социальный статус и подтвердить принадлежность к местной культурной традиции.